# Parafia Znalezienia Krzyża Świętego w Wilnie
Parafia Znalezienia Krzyża Świętego w Wilnie (lt. Šv. Kryžiaus Atradimo parapija) – parafia rzymskokatolicka administracyjnie należąca do dekanatu kalwaryjskiego archidiecezji wileńskiej.